# Ньюбле (провинция)
Нью́бле  (исп. Provincia de Ñuble) — провинция в Чили в составе области Био-Био.
Включает в себя 21 коммуну.
Территория — 13 178,5 км². Население — 480 609 человек (2017). Плотность населения — 36,47 чел./км².
Административный центр — Чильян.

## География
Провинция расположена на севере области Био-Био.
Провинция граничит:
- на севере — провинции Линарес и Каукенес;
- на востоке — провинция Линарес;
- на юге — провинция Био-Био;
- на западе — Тихий океан, провинция Консепсьон.

## Демография
Согласно сведениям, собранным в ходе переписи 2017 г. Национальным институтом статистики (INE),  население области составляет:
| Полное население                         | Полное население                         | Полное население                         | Полное население                         | Полное население                         | 480 609 |
| ---------------------------------------- | ---------------------------------------- | ---------------------------------------- | ---------------------------------------- | ---------------------------------------- | ------- |
| в том числе:                             | Городское население                      | 333 680                                  | Процент городского населения, %          | 69.43                                    |         |
|                                          | Сельское население                       | 146 929                                  | Процент сельского населения, %           | 30.57                                    |         |
|                                          | Мужское население                        | 232 587                                  | Процент мужского населения, %            | 48.39                                    |         |
|                                          | Женское население                        | 248 022                                  | Процент женского населения, %            | 51.61                                    |         |
| Плотность населения, чел/км²             | Плотность населения, чел/км²             | Плотность населения, чел/км²             | Плотность населения, чел/км²             | Плотность населения, чел/км²             | 36,67   |
| Население региона в % к населению страны | Население региона в % к населению страны | Население региона в % к населению страны | Население региона в % к населению страны | Население региона в % к населению страны | 2.73    |

## Административное деление
Провинция включает в себя 21 коммуну:
1. Бульнес, административный центр — Бульнес; ныне часть провинции Дикулин
2. Чильян, административный центр — Чильян; ныне часть провинции Дикулин
3. Чильян-Вьехо, административный центр — Чильян-Вьехо; ныне часть провинции Дикулин
4. Кобкекура, административный центр — Кобкекура; ныне часть провинции Итата.
5. Коэлему, административный центр — Коэлему; ныне часть провинции Итата.
6. Койуэко, административный центр — Койуэко; ныне часть провинции Пунилла.
7. Эль-Кармен, административный центр — Эль-Кармен; ныне часть провинции Дикулин.
8. Нинуэ, административный центр — Нинуэ; ныне часть провинции Итата.
9. Ньикен, административный центр — Ньикен; ныне часть провинции Пунилла.
10. Пемуко, административный центр — Пемуко; ныне часть провинции Дикулин.
11. Пинто, административный центр — Пинто; ныне часть провинции Дикулин.
12. Портесуэло, административный центр — Портесуэло; ныне часть провинции Итата.
13. Кильон, административный центр — Кильон; ныне часть провинции Дикулин.
14. Кириуэ, административный центр — Кириуэ; ныне часть провинции Итата.
15. Ранкиль, административный центр — Ранкиль; ныне часть провинции Итата.
16. Сан-Карлос, административный центр — Сан-Карлос; ныне часть провинции Пунилла.
17. Сан-Фабиан, административный центр — Сан-Фабиан; ныне часть провинции Пунилла.
18. Сан-Игнасио, административный центр — Сан-Игнасио; ныне часть провинции Дикулин.
19. Сан-Николас, административный центр — Сан-Николас; ныне часть провинции Пунилла.
20. Трегуако, административный центр — Трегуако; ныне часть провинции Итата.
21. Юнгай, административный центр — Юнгай; ныне часть провинции Дикулин.

Существовали планы создать на базе провинции область из трех провинций. Ныне провинция является областью.